# Okres Sandoměř
Okres Sandoměř (Sandomierz; polsky Powiat sandomierski) je okres v polském Svatokřížském vojvodství. Rozlohu má 675,89 km² a v roce 2021 zde žilo 75 900 obyvatel. Sídlem správy okresu je město Sandoměř.

## Gminy
Městská:
- Sandoměř

Městsko-vesnické:
- Klimontów
- Koprzywnica
- Zawichost

Vesnické:
- Dwikozye
- Łoniów
- Obrazów
- Samborzec
- Wilczyce

## Města
- Klimontów
- Koprzywnica
- Sandoměř
- Zawichost

## Sousední okresy
| Růžice kompasu | Opatów         |       | Kraśnik      | Růžice kompasu |
| Růžice kompasu |                | Sever | Stalowa Wola | Růžice kompasu |
| Růžice kompasu | Okres Sandoměř |       | Stalowa Wola | Růžice kompasu |
| Růžice kompasu | Jih            |       | Stalowa Wola | Růžice kompasu |
| Růžice kompasu | Staszów        |       | Tarnobrzeg   | Růžice kompasu |